# XY Весов
XY Весов (лат. XY Librae) — одиночная переменная звезда в созвездии Весов на расстоянии (вычисленном из значения параллакса) приблизительно 175353 световых лет (около 53763 парсеков) от Солнца. Видимая звёздная величина звезды — от +16,3m до +14,8m.

## Характеристики
XY Весов — пульсирующая полуправильная переменная звезда (SR).